# ギュンデュズ・イケダ

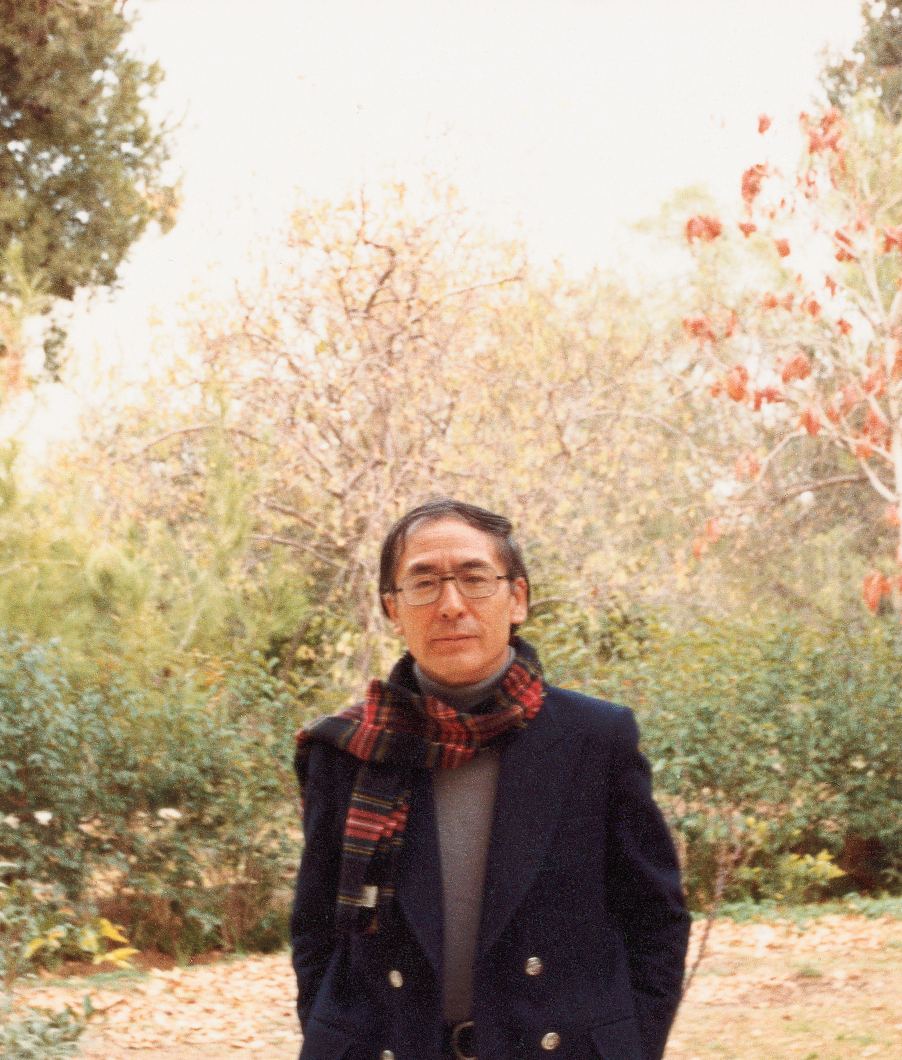
マサトシ・ギュンデュズ・イケダ（池田正敏）

マサトシ・ギュンデュズ・イケダ（トルコ語: Masatoşi Gündüz İkeda、1926年2月25日 - 2003年2月9日）は、日本生まれのトルコの数学者。日本名は池田 正敏（いけだ まさとし）。専門は代数的整数論。主にガロア理論への貢献で知られる。

## 経歴
東京生まれ。兄と2人の姉を持つ4人兄弟の末っ子。父親は保険会社勤務。小さい頃から父親の数学の本を読んで、学生時代に数学と数学者の生涯に関する古本を購入し読んだ。特にフランスの数学者エヴァリスト・ガロアに感銘を受けたという。
1948年に大阪大学数学科を卒業。中山正らとフロベニウス代数と準フロベニウス代数を研究した後、正田建次郎の指導の下で1953年に博士号を取得した。1955年に准教授に任命され、1957年から1959年にかけて、ドイツのハンブルク大学でヘルムート・ハッセの下で研究をした。1960年にハッセからの提案でトルコに行き、イズミルのエーゲ大学に移った。1961年、同大学理学部の外国人専門家に任命された。
1964年、トルコ人生化学者のエメル・アルドルと結婚し、のちにトルコに帰化した。1965年に同大学の准教授となり、1966年に正教授となった。1968年にアンカラの中東工科大学に客員教授として1年間在籍した。任期満了後は友人の数学者、ジャヒット・アルフの慰留により、正教授として留任した。
その後、ハンブルク大学、サンディエゴ州立大学、ヨルダンのイルビドにあるヤルムーク大学などの大学に客員教授として招待された。1976年にプリンストン大学からトルコに帰国し、アンカラのハジェッテペ大学の数学科の学科長を1978年まで務めた。その後また中東工科大学に戻り、1992年に同大学を退職した。他にはTÜBİTAKマルマラ研究センター、トルコ国立電子工学研究所やイスタンブールのフェザ・ギュルセイ基礎科学研究センターでも働いた。
2003年2月9日にアンカラで死去。コジャテペ・モスクで葬儀が行われた後、カルシュヤカ墓地に埋葬された。
2人の息子がいる。

## 記念
トルコ数学財団は、イケダの記念として、「マサトシ・ギュンデュズ・イケダ研究賞」を創設した。